# 可可 (24K純金痞孩歌曲)
〈可可〉是美國歌手兼作詞人24K純金痞孩演唱的歌曲，收錄了美國饒舌歌手DaBaby的演唱。於2020年12月4日發行，這收錄於24kGoldn的首張錄音室專輯《黃金國度》。

## 簡介
24K純金痞孩於2020年12月1日通過社交媒體宣布了這首歌。將這首歌複雜的描述為「流行陷阱，R＆B」的融合。另外這首歌的標題引用了時尚品牌香奈爾。